# Hallabro landskommun
Hallabro landskommun var en tidigare kommun i Blekinge län.

## Administrativ historik
Kommunen bildades som så kallad storkommun vid kommunreformen 1952 genom sammanläggning av kommunerna Backaryd och Öljehult. Namnet togs från tätorten Hallabro.
Denna kommun klarade inte tiden fram till nästa generella kommunreform i Sverige utan uppgick 1963 i Kallinge landskommun. Den senare uppgick därefter 1967 i Ronneby stad som 1971 ombildades till Ronneby kommun.
Kommunkod: 1012

### Kyrklig tillhörighet
I kyrkligt hänseende tillhörde kommunen Backaryds församling och Öljehults församling.

## Geografi
Hallabro landskommun omfattade den 1 januari 1952 en areal av 180,18 km², varav 170,93 km² land.

### Tätorter i kommunen 1960
| Tätort   | Folkmängd |
| -------- | --------- |
| Backaryd | 364       |
| Hallabro | 265       |
| Bälganet | 207       |

Tätortsgraden i kommunen var den 1 november 1960 33,7 procent.

## Politik

### Mandatfördelning i valen 1950–1958
| 11 | 3 | 17 | 4 |

| 32 |

| 12 | 12 | 5 | 6 |

| 34 |

| 10 | 13 | 4 | 8 |

| 33 |